# Clément Petit
Clément Petit (Doornik, 11 januari 1998) is een Belgisch voetballer die sinds 2021 uitkomt voor RFC Molenbaix.

## Carrière
Petit ruilde de jeugdopleiding van Royal Mouscron-Péruwelz in 2015 voor die van RSC Anderlecht. In januari 2018 haalde Moeskroen hem terug naar Le Canonnier. Op 3 maart 2018 maakte hij zijn debuut in de Jupiler Pro League: tegen KSC Lokeren (1-2-nederlaag) viel hij in de 76e minuut in voor Jonathan Bolingi. Naast twee wedstrijden in de reguliere competitie speelde hij in het seizoen 2017/18 ook nog zeven wedstrijden in Play-off 2 voor Moeskroen.
Na een uitleenbeurt aan Francs Borains in het seizoen 2018/19 tekende hij in juni 2019 bij RFC Tournai. In februari 2021 tekende hij bij eersteprovincialer RFC Molenbaix.